# Maechidius seriepunctatus
Maechidius seriepunctatus är en skalbaggsart som beskrevs av Moser 1920. Maechidius seriepunctatus ingår i släktet Maechidius och familjen Melolonthidae. Inga underarter finns listade i Catalogue of Life.